# Зимьонки (Кстовський район)
Зимьонки (рос. Зимёнки) — присілок в Кстовському районі Нижньогородської області Російської Федерації.
Населення становить 342 особи. Входить до складу муніципального утворення Безводнинська сільрада.

## Історія
Від 2009 року входить до складу муніципального утворення Безводнинська сільрада.

## Населення
1. Н/Д[2]